# 壓縮天然氣
壓縮天然氣（Compressed Natural Gas，CNG）是一種燃料用天然氣，作為石油的替代能源，它是環保清潔燃料中比其他燃料洩漏時安全得多的選項 （天然氣比空氣輕）。一般通過壓縮天然氣（主要是甲烷（CH4））將體積壓為標準大氣壓下的1%。存儲在2900–3600 psi的圓柱或球形壓力容器中。
只要改裝為雙燃料汽車（汽油／CNG） 的傳統汽油內燃機汽車都可以使用天然氣，相比之下比其他能源更相容於現有設備。天然氣汽車越來越多地用於在亞太地區、拉丁美洲、歐洲和美國的汽油價格上漲後。 作為高燃料價格和環境問題的回應，開始大量出現CNG改裝套件和卡車、遊覽車和校車、火車、公交车等普及面。

北美国家使用的压缩天然气汽车标志图形
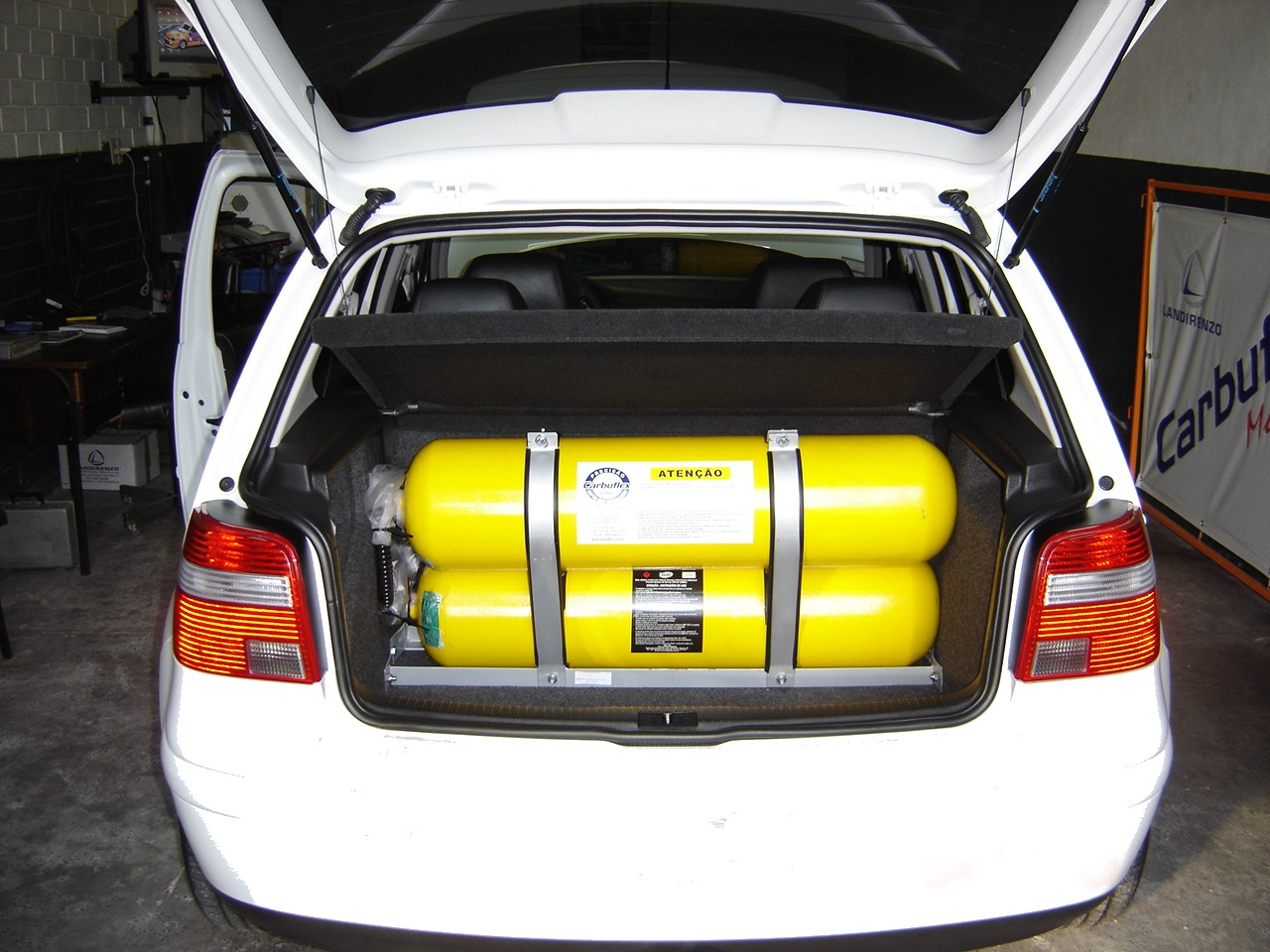
一輛小汽車所使用的CNG氣缸
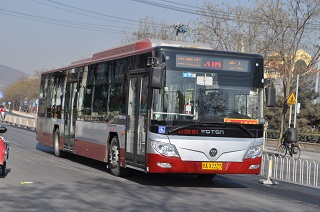
北京市一辆以CNG作为燃料的公交车,储存CNG的气缸位于车辆顶部